# عماد عبد الغني الصابوني
عماد عبد الغني الصابوني (مواليد 1964 في دمشق) هو وزير الاتصالات والتقانة سابقًا في سوريا.

## النشأة والتعليم والمسيرة المهنية
ولد الصابوني في دمشق عام 1964. حصل على درجة الدكتوراه من معهد غرينوبل للتقنية في غرونوبل بفرنسا. كما حصل على شهادة في الهندسة من المدرسة الوطنية للاتصالات السلكية واللاسلكية في بريست بفرنسا.
- المدير العام لمؤسسة الاتصالات السورية، 2003-2006.
- رئيس جمعية الحاسوب السورية.
- مستشار وزير الاتصالات والتكنولوجيا.
- شارك في تأليف قاموس مصطلحات الحاسوب المنشورة من قبل جمعية الحاسوب السورية.
- عضو الأمانة السورية للجنة الفنية المعنية باستخدام اللغة العربية في تكنولوجيا المعلومات.
- شارك في فرق العمل في جامعة الدول العربية والاتحاد الدولي للاتصالات ولجنة الأمم المتحدة الاقتصادية والاجتماعية لغرب آسيا التابعة للأمم المتحدة.

## الحياة الشخصية
الصابوني متزوج ولديه ابنتان.